# Microchilus andrei
Microchilus andrei är en orkidéart som beskrevs av Paul Ormerod. Microchilus andrei ingår i släktet Microchilus och familjen orkidéer. Inga underarter finns listade i Catalogue of Life.